# La nuova generazione
La nuova generazione (The Younger Generation) è un film del 1929, diretto da Frank Capra. È il primo film sonoro del regista.

## Trama
Morris Goldfish cresce nel Lower East Side di New York, figlio di una famiglia di immigrati ebrei. Il suo ambiente familiare è segnato da conflitti e rivalità sottili: suo padre, Julius, è un uomo che si dedica, con poca passione, alla vendita di marijuana, mentre sua madre, Tilda, è una donna laboriosa che dedica la sua vita alla cucina e alla cura della casa, nutrendo grandi speranze per il futuro di Morris, che considera destinato a diventare un uomo di successo. La sorella di Morris, Birdie, è invece l'indiscussa favorita di Julius e trascorre il suo tempo con Eddie, il giovane vicino di casa di cui è innamorata. Un giorno, a causa di un litigio tra Morris, Eddie e Birdie per un pezzo di pane, un incendio divampa nell'appartamento di famiglia. Morris riesce a salvare alcuni beni di valore, suggerendo alla madre di venderli all'asta per raccogliere denaro. Questo evento segna una svolta nella sua vita, mettendo in moto il suo cammino verso il successo. Con gli anni, la previsione di Tilda si avvera: Morris diventa un affermato antiquario sulla Fifth Avenue, accumulando una grande fortuna e trasferendosi con la sua famiglia in una lussuosa casa a Upper Manhattan. Tuttavia, la vita nella nuova casa non è facile per tutti: Tilda si adatta rapidamente al nuovo ambiente, ma Julius si sente smarrito, mentre Birdie soffre per la lontananza dal suo amato Eddie. La famiglia, pur essendo diventata ricca, sembra vivere in un mondo che non le appartiene.
Morris, ormai completamente immerso nella sua nuova vita, si sente in diritto di imporre regole severe alla sua famiglia, cercando di integrarsi nell'alta società. Cambia il suo cognome in “Fish”, per cercare di adattarsi meglio alla sua nuova identità, e proibisce a Birdie di vedere Eddie, che considera una minaccia alla sua immagine sociale. Quando Eddie finisce in prigione per un crimine che non ha commesso, Morris caccia la sorella di casa al fine di mantenere intatta la sua facciata di successo. La famiglia è ormai lacerata, e mentre Morris si isola sempre di più, Julius inizia a cercare sua figlia.
Anni dopo, Julius scopre che Birdie ha messo su una nuova vita, che è riuscita a diventare indipendente e a sostenersi grazie al suo lavoro, mentre attende che Eddie esca dalla prigione. Tornando a casa, Julius e Tilda ma i due vengono umiliati dal comportamento del figlio che, avendo degli ospiti altolocati, li fa passare per dei servitori, vergognandosi di essi. Julius, ferito nel suo orgoglio, decide di andarsene ma poco dopo si ammala gravemente. Quando Morris lo trova sul letto di morte, si mostra per un momento più umano e, riconoscendo il suo errore, chiama Birdie per ricongiungere la famiglia. Per un attimo, il nucleo familiare sembra ritrovare la serenità. Poco dopo la morte di Julius, Morris cerca di consolare sua madre proponendole un viaggio in Europa, ma Tilda rifiuta e decide di tornare a vivere con Birdie nel Lower East Side, là dove si sente davvero a casa. Morris, ormai solo con la sua ricchezza e il suo nuovo status sociale, si rende conto di aver perso ciò che aveva di più prezioso: la sua famiglia.